# Lanthaan-139
Lanthaan-139 of 139La is de enige stabiele isotoop van lanthaan, een lanthanide. De abundantie op Aarde bedraagt 99,91%. Daarnaast komt ook een langlevende radio-isotoop voor, namelijk lanthaan-138.  Vanwege het feit dat lanthaan maar één stabiele isotoop kent, valt het element onder de mono-isotopische elementen.
Lanthaan-139 ontstaat onder meer bij het radioactief verval van barium-139 en cerium-139.
{\displaystyle {\ce {{^{139}_{56}Ba}->{^{139}_{57}La}+{e^{-}}+{\bar {\nu }}_{e}}}}
{\displaystyle {\ce {{^{139}_{58}Ce}->{^{139}_{57}La}+{e^{+}}+{\nu }_{e}}}}
116La · 117La · 117mLa · 118La · 119La · 120La · 121La · 122La · 123La · 124La · 124mLa · 125La · 125mLa · 126La · 126mLa · 127La · 127mLa · 128La · 128mLa · 129La · 129mLa · 130La · 131La · 131mLa · 132La · 132mLa · 133La · 134La · 135La · 136La · 136mLa · 137La · 138La · 138mLa · 139La · 140La · 141La · 142La · 143La · 144La · 145La · 146La · 146mLa · 147La · 148La · 149La · 150La · 151La · 152La · 153La · 154La · 155La · 156La